# 鳳凰直隸廳 (奉天)
鳳凰直隸廳，清代設置的直隶厅。评价：衝，繁，難。
明朝时置鳳凰城堡。天命六年（1621年），降于后金。乾隆四十一年（1776年），設鳳凰城巡司。光緒二年（1876年）改置廳。領州一，縣二：岫巖州、安東縣、寬甸縣。光绪三十二年（1906年），又以凤凰直隶厅和岫岩州地析置庄河直隶厅。